# Skogsbräken
Skogsbräken (Dryopteris carthusiana) är en växtart i familjen ormbunksväxter.